# 2017-es isztambuli terrortámadás
A 2017-es isztambuli terrortámadás során egy fegyveres válogatás nélkül tüzelt egy szórakozóhely vendégeire Isztambulban.
A 2017. január elsején helyi idő szerint 01:15 körül (UTC+3) a Reina nightclubban elkövetett terrortámadás során legalább 39-en meghaltak, nagy részük külföldi.